# Une revenante (Melrose Place)
Une revenante (The Bitch is Back) est le 28e épisode de la deuxième saison du drame sentimental Melrose Place, et le 60e de la série. Il est diffusé le 27 avril 1994 sur FOX aux Etats-Unis puis sur TF1 en France. D'une durée d'environ 45 minutes, il est écrit par Frank South et réalisé par Nancy Malone.
L'épisode se concentre deux femmes qui surgissent du passé, Hillary Michaels, la mère d'Amanda Woodward, et surtout le Dr Kimberly Shaw. La première n'avait plus donné signe de vie à sa fille depuis plusieurs années, tandis que la seconde avait été laissée pour morte après un accident de voiture avec Michael Mancini en milieu de saison.
Une revenante a marqué les esprits par sa scène finale culte dans laquelle Kimberly Shaw ôte sa perruque et révèle une énorme cicatrice sur le côté droit de son crâne. Son face-à-face avec Michael dans la maison de la plage par une nuit d'orage est un moment mémorable de l'épisode, de même que la scène dans laquelle Sydney Andrews s'évanouit en découvrant que Kimberly est vivante.

## L'histoire
Kimberly Shaw revient presque d'entre les morts. Elle a survécu à l'accident de voiture occasionné par Michael Mancini dans le 11e épisode de la deuxième saison et, après plusieurs semaines de coma, s'est réveillée. Le fait qu'elle soit vivante met instantanément fin au petit chantage grâce auquel Sydney Andrews avait réussi à s'installer avec Michael.
Mais Kimberly ne s'est pas sortie indemne de ce grave accident de la route. Un soir, dans la salle de bain de la maison de la plage, elle avale une poignée de pilules pour estomper une forte douleur à la tête. Puis retire une perruque, laissant apparaître une impressionnante cicatrice qui balafre une grande partie de son crâne sur le côté droit.
De son côté, Amanda Woodward est émotionnellement perturbée par la réapparition dans sa vie de sa mère, Hillary Michaels. Elles n'ont plus de relation depuis qu'Hillary a quitté le domicile familial du jour au lendemain quand Amanda était enfant. Les retrouvailles sont particulièrement tendues, d'autant qu'Amanda a brutalement et illégalement mis fin à un contrat entre D&D et l'agence de mannequin Models Inc. dont Hillary est la présidente. Quant à l'amant de sa mère, Chas Russell, il se montre très présomptueux.
Enfin, Alison et Billy sont sur un petit nuage à quelques semaines de leur mariage. Ou presque: l'organisatrice de la cérémonie qui a été recrutée par la famille d'Alison s'avère envahissante et trop directive aux yeux du couple qui a envie d'un événement simple.

## Distribution

### Acteurs principaux
| Acteurs               | Personnage         |
| --------------------- | ------------------ |
| Heather Locklear      | Amanda Woodward    |
| Josie Bissett         | Jane Mancini       |
| Thomas Calabro        | Dr Michael Mancini |
| Doug Savant           | Matt Fielding      |
| Grant Show            | Jake Hanson        |
| Andrew Shue           | Billy Campbell     |
| Courtney Thorne-Smith | Alison Parker      |
| Daphne Zuniga         | Jo Reynold         |

### Acteurs récurrents
| Acteurs        | Personnages      |
| -------------- | ---------------- |
| Linda Gray     | Hillary Michaels |
| Laura Leighton | Sydney Andrews   |
| Marcia Cross   | Dr Kimberly Shaw |

### Acteurs secondaires
| Acteurs           | Personnages  |
| ----------------- | ------------ |
| Susan Lee Hoffman | Sheila       |
| Jeff Kaake        | Chas Russell |
| Stanley Kamel     | Bruce Teller |
| Dan Martin        | Le détective |
| Cassidy Rae       | Sarah Owen   |

Les acteurs principaux de la deuxième saison de Melrose Place apparaissent tous dans Une revenante. Cet épisode marque la première apparition de Linda Gray (une figure de la série Dallas) et Cassidy Rae, qui tiendront à partir de juin 1994 deux des rôles principaux de Models Inc., une nouvelle série pilotée par des scénaristes de Melrose Place, Charles Pratt Jr et Frank South.

## Production
Aaron Spelling, E. Duke Vincent et Darren Star sont les producteurs exécutifs de l'épisode. Chip Hayes est producteur, Frank South est coproducteur exécutif.
De la même façon que le plébiscite populaire de la série Beverly Hills a donné naissance à Melrose Place, le succès de Melrose Place incite en 1994 la chaîne FOX à commander à Spelling Television une série mettant en vedette des mannequins. Le personnage principal de ce nouveau programme, Hillary Michaels (Linda Gray), est la mère d'Amanda Woodward. Les producteurs décident de l'introduire dans Melrose Place afin de préparer le lancement de Models Inc.
Le showrunner Darren Star a expliqué qu'il ne s'attendait pas à ce que la scène de la cicatrice de Kimberly entre dans l'histoire de la télévision américaine : "Ça nous faisait rire. Nous adorions l'idée mais nous n'avions aucun indice sur la façon dont ce serait perçu [par le public]".
Une revenante est écrit par Frank South, également coproducteur exécutif de Melrose Place. Il s'agit du 12e épisode de la série dont il est l'auteur. Il a précédemment écrit le 11e épisode de la deuxième saison, L'Accident, dans lequel Kimberly est victime de la sortie de route qui l'a fait disparaître temporairement.
Il s'agit du 10e et dernier épisode de la série mis en scène par Nancy Malone.
La musique de l'épisode est composée par Tim Truman, qui est aussi l'auteur du générique de la série.

## Anecdotes
Une revenante figure à la 11e place des épisodes les mieux notés par les contributeurs de IMDb (8,6).
En 2009, le magazine américain TV Guide a classé cet épisode à la 85e place de sa liste des 100 meilleurs épisodes de tous les temps.
L'acteur Doug Savant (Matt) estime que cette scène représente "la quintessence" des meilleurs moments de Melrose Place.
Kimberly Shaw réapparaît dans les dernières secondes du précédent épisode, Psycho-Thérapie. Quinze épisodes se sont écoulés depuis sa dernière apparition dans Douche froide, le 12e épisode de la deuxième saison.